# Ольгино (Ставропольский край)
О́льгино — село в Степновском районе (муниципальном округе) Ставропольского края России.

## География
Расстояние до краевого центра: 208 км.
Расстояние до районного центра: 15 км.

## История
Основано 29 октября 1896 года. Согласно постановлению Ставропольского губернского правления от 1 марта 1897 года поселение, отведённое колонистам бывшей колонии Темпельгоф на Сухопадинском казённом участке, получило название «селение Ольгино» (в более поздних документах упоминается как «Ольгинское»).
Ольгино (Темпельгоф/Tempelhof), до 1917 — Ставропольская губ., Святокрестовский (Прасковейский)/Александровский (Пятигорский) у., Ольгинская вол.; в сов. период — Орджоникидзевский край, Степновский (Соломенский)/Воронцово-Александровский р-н. Менн. село, осн. в 1897. У Сухопадинского канала, к сев.-зап. от с. Степное. Основатели — 30 сем. из кол. Темпельгоф. Менн. община Ставрополь. Земли 1800 дес. (1916; хоз.). Виноградарство и виноделие, садоводство. Мельницы Ф. Радке и Ф. В. Тица. Сельсовет, с.-х. кредит. тов-во, машинное тов-во, нач. школа (1926), семилетн. школа, лавка.
Ольгинская волость/Amtsbezirkolgino.
Ставропольская губерния, Святокрестовский (Прасковейский, Новогригорьевский) уезд. У реки Горькая Балка, к юго-вост. от Ставрополя.
Включала немецкие сёла: Карлсфельд, Марьяновка, Мирополь, Нейдорф, Ольгино. Центр — с. Ольгино. Жит.: 1778 (1914).
До 16 марта 2020 года село было административным центром упразднённого Ольгинского сельсовета.

## Население
| 1903  | 1909  | 1918  | 1920 | 1926 | 1989  | 2002  |
| ----- | ----- | ----- | ---- | ---- | ----- | ----- |
| 402   | ↗507  | ↘379  | ↗642 | ↘569 | ↗1699 | ↗1903 |
| 2010  | 2014  | 2021  |      |      |       |       |
| ↘1862 | ↗1900 | ↘1629 |      |      |       |       |

Национальный состав
В 1926 году из 569 жителей — 521 немец.
По данным переписи 2002 года, 64 % населения — русские.

## Инфраструктура
- Администрация Ольгинского сельсовета[14]
- Культурно-досуговый центр[15]. Открыт 25 марта 1991 года как Дом культуры[5]

## Образование
- Детский сад № 10 «Ручеёк»[16]
- Средняя общеобразовательная школа № 6[17]. Открыта 1 сентября 1890 года[18]

## Кладбище
- Общественное открытое кладбище. Находится примерно в 690 м по направлению на северо-восток от дома № 34 по улице Шоссейной. Площадь участка 16 тыс. м²[19].